# Tótkomlós
Tótkomlós je mesto na Madžarskem, ki upravno spada pod podregijo Orosházi Županije Békés.